# We Rock (bài hát của Camp Rock)
"We Rock", là đĩa đơn chính thức đầu tiên của các diễn viên trong Camp Rock. Ca khúc được sản xuất bởi Greg Wells và được thiết kế bởi Drew Pearson. Nó được phát hành lần đầu tiên vào ngày 20 tháng 5 năm 2008 ở cửa hàng Target, và sau đó vào ngày 3 tháng 6 năm 2008 ở cửa hàng iTunes dưới dạng một đĩa đơn và video ca nhạc, cùng với bản ghi âm một cuộc phỏng vấn với Jonas Brothers. Trong ca khúc có sự góp giọng của Meaghan Jette Martin, Renee Sandstrom, Anna Maria Perez de Taglé, Roshon Fegan, Jordan Francis, Nick, Kevin, Joe Jonas (Jonas Brothers), Demi Lovato, Alyson Stoner, Aaryn Doyle và Kara DioGuardi.

## Phát hành
Disney có phát hành một đĩa CD Exclusive Camp Rock Fan Pack cho đĩa đơn này qua cửa hàng Target vào 20 tháng 5 năm 2012. Target cũng bán những sản phẩm khác của Camp Rock, như tiểu thuyết dặc biệt, sách ảnh, túi xách, quần áo, v...v... Bản Exclusive Camp Rock Fan Pack bao gồm đĩa đơn CD, bản không lời của ca khúc, một video ca nhạc, một tấm áp phích nhỏ, nhạc chuông và nhiều thứ khác. Vào 3 tháng 6 năm 2008, "We Rock" xuất hiện trên iTunes. Ca khúc cũng xuất hiện trong một bộ phim hoạt hình của kênh Disney Channel là Fish Hooks.

## Video ca nhạc
Video ca nhạc cho "We Rock" được phát hành vào 18 tháng 5 năm 2008, có sự tham gia của các ca sĩ của Disney như Selena Gomez, Jason Dolley, Mitchel Musso và nhiều người hâm mộ ở nhiều nơi trên thế giới.

## Xếp hạng
| Bảng xếp hạng (2008) | Vị trí cao nhất |
| -------------------- | --------------- |
| Mỹ Billboard Hot 100 | 33              |

## Liên kết khác
- Trang web chính thức của Camp Rock Lưu trữ ngày 3 tháng 12 năm 2008 tại Wayback Machine
- Video Camp Rock
- We Rock - Around the World
- Exclusive Camp Rock Fan Pack